# 1700 Zvezdara
1700 Zvezdara este un asteroid din centura principală, descoperit pe 27 august 1940, de Petar Đurković.